# Iglesia de la Santísima Trinidad (Atenas)
La Iglesia de la Santísima Trinidad (en griego: Ναός Αγίας Τριάδος, en ruso: Церковь Святой Троицы) es una iglesia de la época bizantina situada en la calle Filellínon que sirve a la comunidad ortodoxa rusa de Atenas, Grecia. 

## Historia

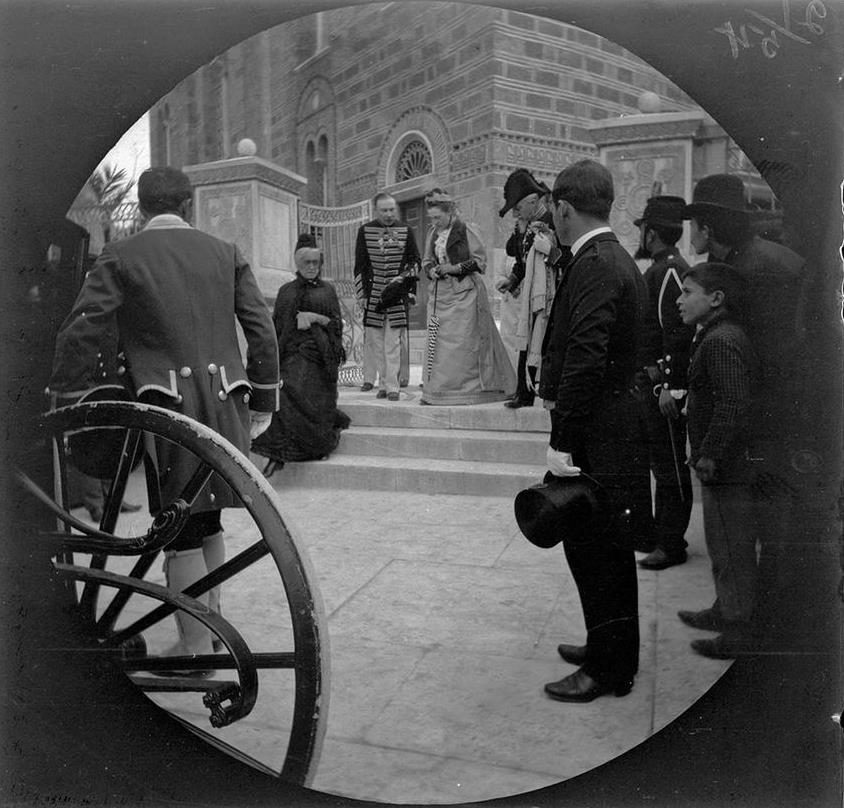
La reina Olga en la Iglesia de la Santísima Trinidad en 1891.

La iglesia se conoce con diferentes nombres: la Iglesia rusa (en griego: Ρωσική Εκκλησία), o San Nicodemo (Άγιος Νικόδημος), un nombre de origen moderno que es una distorsión de su nombre original Sôteira Lykodímou (en griego: Σωτείρα Λυκοδήμου, la «[Virgen] salvadora de Licodemo)», siendo «Licodemo» probablemente el apellido de uno de sus fundadores. Originalmente era el katholikón de un gran convento femenino, sin embargo el resto fue demolido en 1778 por el entonces gobernador griego|otomano, Hadji Ali Haseki, para construir una nueva muralla de la ciudad.
El arqueólogo griego del siglo XIX K. Pittakès sugirió una relación entre el nombre «Licodemo» y el Liceo de Aristóteles, que data de la antigüedad clásica. Aunque esta sugerencia no puede probarse, las excavaciones realizadas en el lugar antes de la reconstrucción de la iglesia en la década de 1850 revelan los cimientos de una iglesia anterior, que data del siglo VI, cuando las tradiciones clásicas de la ciudad aún estaban presentes. Sin embargo, el descubrimiento de la ubicación exacta del Liceo en 1996 refuta esta hipótesis.
Varios grafitis en la iglesia indican que la estructura actual se construyó antes de 1044 (o incluso antes, antes de 1031), y mencionan el nombre del protoktor («primer fundador»), Esteban. Su morfología, fuertemente inspirada en la del monasterio de Osios Loukás, cuya construcción se terminó en 1011, indica un terminus post quem para su construcción. No se conocen más datos sobre la iglesia en los siglos siguientes, hasta el terremoto del 3 de septiembre de 1705, cuando sufrió daños considerables, tras lo cual fue reparada y se renovó su decoración interior. Sin embargo, el archimandrita ruso del siglo XIX Antonin informó de que la iglesia y sus alrededores fueron abandonados ya en el siglo XVI.
En 1821, durante el asedio griego a la Acrópolis, resultó gravemente dañada por una bala de cañón disparada por los defensores otomanos: se derrumbaron dos tercios de la cúpula y todo el muro occidental, así como las bóvedas situadas sobre el nártex. En consecuencia, tras el final de la Guerra de la Independencia griega, fue abandonado y cayó gradualmente en la ruina. En 1847, el zar Nicolás I se ofreció a comprar la iglesia para prestar servicios religiosos a la comunidad rusa de Atenas. El gobierno griego aceptó esta propuesta, con la condición de que la iglesia existente fuera restaurada a su estado original.

## Descripción

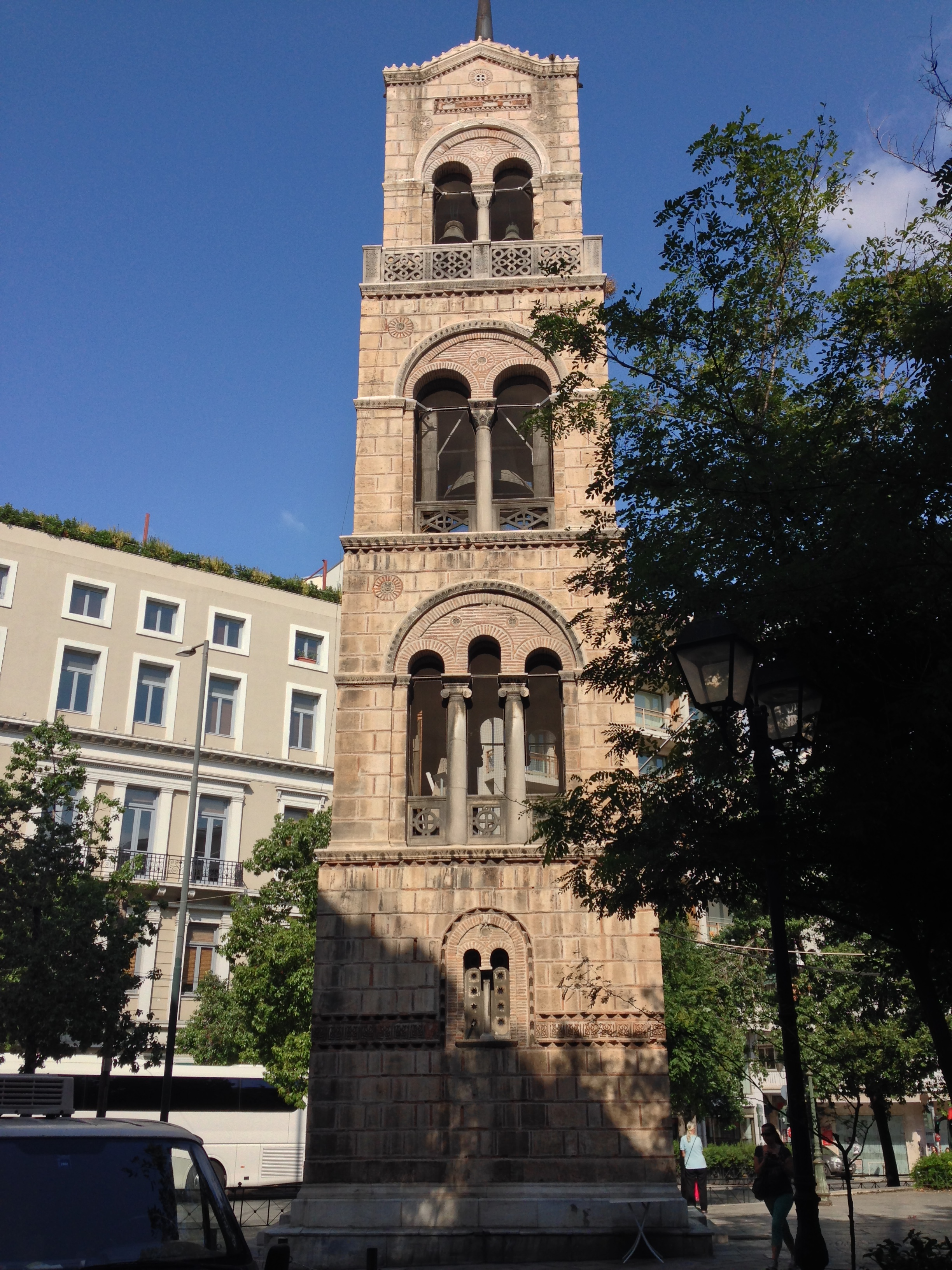
Vista del campanario de la iglesia.

La mayor iglesia bizantina que se conserva en Atenas1, es «claramente la copia más antigua y fiel» del gran katholikón del monasterio de Osios Loukás, tanto en lo que respecta a la morfología, como a las dimensiones —la iglesia ateniense tiene unas medidas casi exactamente de tres cuartos de las de Osios Loukás— y a la decoración. Su planta es la de una iglesia en cruz inscrita, típica del periodo bizantino medio, con una cúpula que descansa sobre una base octogonal. La mampostería es de gran calidad, con sillares separados por dobles hileras de ladrillos. El exterior del edificio presenta motivos decorativos pseudocúficos en ladrillo, similares a los de Osios Loukás, así como a los de otra iglesia ateniense, la de los Santos Apóstoles, que data más o menos de la misma época. Algunos están colocados individualmente en medio de la mampostería, pero otros forman un friso que recorre tres lados del edificio, con ornamentos champlevé sobre yeso blanco, imitando el arte bizantino contemporáneo.
La actual decoración interior consiste en frescos realizados durante la restauración de mediados del siglo XIX por el artista alemán Ludwig Thiersch, entonces profesor de la Escuela de Bellas Artes de Atenas, con la ayuda de Niquífóro Litras y Spyrídon Chatzigiannópoulos. A excepción de un busto de Cristo y dos ángeles en un arco del muro sur de la iglesia, la anterior decoración interior de la iglesia ha desaparecido. La mayor parte de lo que se sabe de ella procede de los bocetos realizados por el investigador francés Paul Durand. Según las pruebas disponibles, el edificio sufrió al menos otras tres fases de decoración en el transcurso de su historia hasta esa fecha, la última de las cuales tuvo lugar a principios del siglo XVIII como parte de las reparaciones de los daños causados por el terremoto de 1705. Según los bocetos de Durand, la mayoría de las decoraciones eran ejemplos tardíos de la escuela cretense. Sin embargo, las pinturas de la cúpula, que mostraban a ocho ángeles rodeando y sosteniendo al gran Cristo pantocrátor representado en la cúpula, datan probablemente del conjunto decorativo original del siglo XI.